# Karl Christian Meurer
Karl Christian von Meurer (* 24. Februar 1815 in Ludwigsburg; † 1892) war württembergischer Oberamtmann, der 30 Jahre dem Oberamt Heilbronn vorstand.
Der Sohn eines Oberwachtmeisters studierte Regiminalwissenschaft an der Universität Tübingen und kam 1839 nach dem ersten Staatsexamen als Kanzleihilfsarbeiter zur Regierung des Neckarkreises in Ludwigsburg. Nach dem zweiten Staatsexamen war er Oberamtsaktuar am Oberamt Cannstatt, wo er auch verschiedentlich als Amtsverweser fungierte. 1847 wechselte er zum Evangelischen Konsistorium nach Stuttgart, bevor er 1851 als Regierungssekretär Oberamtsaktuar beim Oberamt Ulm wurde, wo er 1852 Amtsverweser und 1853 Oberamtmann war. 1855 kam er als Oberamtmann zum Oberamt Heilbronn, dem er 30 Jahre vorstand. Dort wurde er 1871 zum Regierungsrat und 1885 bei seinem Eintritt in den Ruhestand Oberregierungsrat. Seinen Ruhestand verlebte er in Cannstatt, beigesetzt wurde er am 2. November 1892 in Heilbronn.

## Ehrungen
- 1862 Ritterkreuz 1. Klasse des Friedrichs-Ordens
- 1874 Ritterkreuz 2. Klasse des Ordens der Württembergischen Krone
- 1883 Ritterkreuz 1. Klasse des Ordens der Württembergischen Krone, welches mit dem persönlichen Adel verbunden war
- 1885 Krone zum Ritterkreuz des Ordens der Württembergischen Krone